# Дастін Пуар'є
Дастін Гленн Пуар'є (англ. Dustin Glenn Poirier; нар. 19 січня 1989, Лафаєтт) — американський боєць змішаного стилю, представник легкої вагової категорії. Виступає на професійному рівні починаючи з 2009 року, відомий по участі в турнірах таких бійцівських організацій як UFC і WEC. З квітня по вересень 2019 року — тимчасовий чемпіон UFC у легкій вазі.

## Біографія
Дастін Пуар'є народився 19 січня 1989 року в місті Лафейетт штату Луїзіана. Має французькі корені, є представником луізіанської субетнічної групи каджунів.
Спочатку тренувався в залі Gladiators Academy, потім перейшов в American Top Team. Проходив підготовку під керівництвом таких відомих бійців як Івес Едвардс і Тім Кредер. Освоїв бразильське джіу-джитсу, удостоївшись в цій дисципліні чорного поясу.

### Початок професійної кар'єри
Дебютував у змішаних єдиноборствах на професійному рівні в травні 2009 року, відправивши свого суперника в нокаут у першому ж раунді. Бився в невеликих американських промоушенах переважно в Луїзіані та інших південних штатах — з усіх поєдинків незмінно виходив переможцем, причому завжди закінчував бої достроково.

### World Extreme Cagefighting
Маючи в послужному списку сім перемог і жодної поразки, в 2010 році Паурье привернув до себе увагу досить великої організації World Extreme Cagefighting і підписав з нею контракт. Тим не менш, в дебютному поєдинку одностайним рішенням суддів поступився Денні Кастільо, зазнавши тим самим першої у професійній кар'єрі поразки. Через кілька місяців реабілітуватися перед уболівальниками, за 53 секунди технічним нокаутом виграв у Зака Міклрайта.
У жовтні 2010 року промоушн WEC був поглинутий більш великою організацією Ultimate Fighting Championship, і всі бійці автоматично перейшли звідти до нового власника, у тому числі і Пуар'є. У новій організації він вирішив спуститися з легкої ваги в напівлегку.

### Ultimate Fighting Championship
Перший бій в октагоні UFC провів у січні 2011 року, вигравши за очками у Джоша Гріспі. Далі повинен був зустрітися з бразильцем Рані Яйя, але той травмувався і був замінений таким же новачком організації Джейсоном Янгом — в результаті протистояння між ними тривало весь відведений час, Пуар'є виграв одностайним суддівським рішенням. Пізніше здобув перемогу здачею над Пабло Гарса.
У 2012 році зустрівся з Максом Голловеєм, майбутнім чемпіоном організації, і вже в першому раунді змусив його здатися з допомогою важеля ліктя, заробивши тим самим бонус за кращий прийом вечора. Потім провів досить драматичний поєдинок з «Корейським зомбі» Чон Чхан Соном, вперше вийшовши в основному карді турніру на пятираундовий бій. Пуар'є програв цей поєдинок технічною здачею в четвертому раунді — їхня зустріч була визнана кращим боєм вечора, а деякі видання назвали це протистояння кращим боєм року. Після цієї поразки Пуар'є пішов зі своєї зали Gladiators Academy і приєднався до American Top Team.
Пуар'є продовжив брати участь в турнірах UFC, взяв верх над такими бійцями, як Джонатан Брукінс, Ерік Кох, Діегу Брандан і Акіра Корассані, але програв Кабу Свонсону і майбутньому чемпіону Конору Макгрегору.
У 2015 році повернувся назад в легку вагову категорію, і це принесло свої плоди — пішли перемоги над Карлусом Діегу Феррейрою, Янсі Медейросом, Джозефом Даффі і Боббі Гріном. Двічі отримав нагороди за найкращий виступ вечора. Його переможна серія перервалася лише у вересні 2016 року в першому ж раунді зустрічі з Майклом Джонсоном.
У 2017 році провів три бої в UFC. Виграв у Джима Міллера і Ентоні Петтіса, отримавши в обох випадках бонус за кращий бій вечора. Однак його зустріч з Едді Альваресом закінчилася не дуже вдало — у другому раунді рефері Херб Дін зупинив бій після того як Альварес завдав два удари коліном по Пуар'є, що був у лежачому положенні. На думку судді, Альварес завдав заборонені удари ненавмисно, тому бій був визнаний таким що не відбувся.
Підписавши новий контракт з організацією, у квітні 2018 року Пуар'є вийшов в клітку проти Джастіна Гейджи, колишнього багаторічного чемпіона WSOF. Виграв у свого суперника технічним нокаутом на початку четвертого раунду і в черговий раз удостоївся нагороди за кращий бій вечора.
У квітні 2019 року одностайним рішенням суддів переміг Макса Голловея і тим самим завоював титул тимчасового чемпіона UFC. 7 вересня 2019 втратив тимчасовий титул, поступившись росіянину Хабібу Нурмагомедову в третьому раунді внаслідок задушливого прийому. Бій за об'єднання титулів пройшов у рамках турніру UFC 242 в Абу-Дабі, ОАЕ (спортивний комплекс du Arena).

## Статистика в професійному ММА
| Професійна кар'єра бійця |            |           |
| Боїв 37                  | Перемог 29 | Поразок 7 |
| Нокаут                   | 14         | 2         |
| Здача                    | 8          | 3         |
| Рішення суддів           | 7          | 2         |
| Не відбулись             | 1          | 1         |

| Результат   | Рекорд   | Суперник              | Спосіб                           | Турнір                                                   | Дата              | Раунд | Час  | Місце                  | Примітки                                                              |
| ----------- | -------- | --------------------- | -------------------------------- | -------------------------------------------------------- | ----------------- | ----- | ---- | ---------------------- | --------------------------------------------------------------------- |
| Перемога    | 29-7 (1) | Майкл Чендлер         | Здача (удушення)                 | UFC 281                                                  | 12 листопада 2022 | 3     | 2:00 | Нью-Йорк, США          | Бій вечора.                                                           |
| Поразка     | 28-7 (1) | Шарліс Олівейра       | Здача (удушення)                 | UFC 269                                                  | 11 2021           | 3     | 1:02 | Лас-Вегас, Невада, США | Бій за титул в легкій вазі.                                           |
| Перемога    | 28-6 (1) | Конор Макгрегор       | ТКО (зупинка лікарем)            | UFC 264                                                  | 11 2021           | 1     | 5:00 | Лас-Вегас, Невада, США |                                                                       |
| Перемога    | 27-6 (1) | Конор Макгрегор       | ТКО (удари)                      | UFC 257                                                  | 23 2021           | 2     | 2:32 | Абу-Дабі, ОАЭ          | Виступ вечора.                                                        |
| Перемога    | 26-6 (1) | border Дэн Хукер      | Одноголосне рішення              | UFC on ESPN 12                                           | 27 2020           | 5     | 5:00 | Лас-Вегас, США         | Бій вечора.                                                           |
| Поразка     | 25-6 (1) | Хабіб Нурмагомедов    | підкорення (удушення)            | UFC 242 - Khabib vs. Poirier                             | 8 вересня 2019    | 3     | 2:06 | Абу-Дабі, ОАЕ          | утратив титул тимчасового чемпіона UFC в легкій вазі. Бій вечора.     |
| Перемога    | 25-5 (1) | Макс Голловей         | Одностайне рішення               | UFC 236                                                  | 13 квітня 2019    | 5     | 5:00 | Атланта, США           | виграв титул тимчасового чемпіона UFC в легкій вазі. Бій вечора.      |
| Перемога    | 24-5 (1) | Едді Альварес         | TKO (удари)                      | UFC on Fox: Alvarez vs. Poirier 2                        | 28 липня 2018     | 2     | 4:05 | Калгарі, Канада        | Виступ вечора.                                                        |
| Перемога    | 23-5 (1) | Джастін Гейджи        | TKO (удари руками)               | UFC on Fox: Poirier vs. Gaethje                          | 14 квітня 2018    | 4     | 0:33 | Глендейл, США          | Бій вечора.                                                           |
| Перемога    | 22-5 (1) | Ентоні Петтіс         | TKO (травма ребра)               | UFC Fight Night: Poirier vs. Pettis                      | 11 листопада 2017 | 3     | 2:08 | Норфолк, США           | Бій вечора.                                                           |
| Не відбувся | 21-5 (1) | Едді Альварес         | NC (заборонені удари)            | UFC 211                                                  | 13 травня 2017    | 2     | 4:12 | Даллас, США            | Альварес наносив лежачому Пуар'є удари колінами в голову.             |
| Перемога    | 21-5     | Джим Міллер           | Рішення більшості                | UFC 208                                                  | 11 лютого 2017    | 3     | 5:00 | Бруклін, США           | Бій вечора.                                                           |
| поразка     | 20-5     | Майкл Джонсон (боєць) | KO (удари руками)                | UFC Fight Night: Poirier vs. Johnson                     | 17 2016           | 1     | 1:35 | Ідальго, США           |                                                                       |
| Перемога    | 20-4     | Боббі Грін            | KO (удари руками)                | UFC 199                                                  | 4 червня 2016     | 1     | 2:52 | Інглвуд, США           |                                                                       |
| Перемога    | 19-4     | Джозеф Даффі          | Одностайне рішення               | UFC 195                                                  | 2 січня 2016      | 3     | 5:00 | Лас-Вегас, США         |                                                                       |
| Перемога    | 18-4     | Янсі Медейрос         | TKO (удари)                      | UFC Fight Night: Boetsch vs. Henderson                   | 6 червня 2015     | 1     | 2:38 | Новий Орлеан, США      | Бій в проміжній вазі 72,2 кг; Медейрос не зробив вагу. Виступ вечора. |
| Перемога    | 17-4     | Карлус Дієгу Феррейра | KO (удари руками)                | UFC Fight Night: Mendes vs. Lamas                        | 4 квітня 2015     | 1     | 3:45 | Ферфакс, США           | Повернувся в легку вагу. Виступ вечора.                               |
| поразка     | 16-4     | Конор Макгрегор       | TKO (удари руками)               | UFC 178                                                  | 27 2014           | 1     | 1:46 | Лас-Вегас, США         |                                                                       |
| Перемога    | 16-3     | Акіра Корассані       | TKO (удари руками)               | The Ultimate Fighter Nations Finale: Bisping vs. Kennedy | 16 квітня 2014    | 2     | 0:42 | Квебек, Канада         | Бій вечора.                                                           |
| Перемога    | 15-3     | Дієгу Брандан         | KO (удари руками)                | UFC 168                                                  | 28 грудня 2013    | 1     | 4:54 | Лас-Вегас, США         | Бій в проміжній вазі 68,5 кг; Брандан не зробив вагу.                 |
| Перемога    | 14-3     | Ерік Кох              | Одностайне рішення               | UFC 164                                                  | 31 серпня 2013    | 3     | 5:00 | Мілвокі, США           |                                                                       |
| поразка     | 13-3     | Каб Свонсон           | Одностайне рішення               | UFC on Fuel TV: Barao vs. McDonald                       | 16 лютого 2013    | 3     | 5:00 | Лондон, Англія         |                                                                       |
| Перемога    | 13-2     | Джонатан Брукінс      | Здача (удушення д'Арсі)          | The Ultimate Fighter: Team Carwin vs. Team Nelson Finale | 15 грудня 2012    | 1     | 4:15 | Лас-Вегас, США         |                                                                       |
| поразка     | 12-2     | Чон Чхан Сон          | Технічна здача (удушення д'Арсі) | UFC on Fuel TV: Korean Zombie vs. Poirier                | 15 травня 2012    | 4     | 1:07 | Ферфакс, США           | Бій вечора.                                                           |
| Перемога    | 12-1     | Макс Голловей         | Здача (важіль ліктя)             | UFC 143                                                  | 4 лютого 2012     | 1     | 3:23 | Лас-Вегас, США         | Прийом вечора.                                                        |
| Перемога    | 11-1     | Пабло Гарса           | Здача (удушення д'Арсі)          | UFC on Fox: Velasquez vs. dos Santos                     | 12 листопада 2011 | 2     | 1:32 | Анахайм, США           |                                                                       |
| Перемога    | 10-1     | Джейсон Янг           | Одностайне рішення               | UFC 131                                                  | 11 червня 2011    | 3     | 5:00 | Ванкувер, Канада       |                                                                       |
| Перемога    | 9-1      | Джош Гріспі           | Одностайне рішення               | UFC 125                                                  | 1 січня 2011      | 3     | 5:00 | Лас-Вегас, США         | Дебют в напівлегкій вазі.                                             |
| Перемога    | 8-1      | Зак Міклрайт          | TKO (удари руками)               | WEC 52                                                   | 11 листопада 2010 | 1     | 0:53 | Лас-Вегас, США         |                                                                       |
| поразка     | 7-1      | Денні Кастільо        | Одностайне рішення               | WEC 50                                                   | 18 серпня 2010    | 3     | 5:00 | Лас-Вегас, США         |                                                                       |
| Перемога    | 7-0      | Дерек Готьє           | KO (удар рукою)                  | Ringside MMA                                             | 18 червня 2010    | 1     | 0:57 | Монреаль, Канада       |                                                                       |
| Перемога    | 6-0      | Дерек Крантц          | Здача (важіль ліктя)             | USA MMA — Night of Champions 2                           | 6 березня 2010    | 2     | 3:35 | Lafayette, США         |                                                                       |
| Перемога    | 5-0      | Ронні Лис             | Технічна здача (важіль ліктя)    | USA MMA-Border War 2                                     | 13 листопада 2009 | 1     | 0:51 | Лейк-Чарльз, США       |                                                                       |
| Перемога    | 4-0      | Деніел Воттс          | KO (удари руками)                | Bang FC                                                  | 31 жовтня 2009    | 1     | 1:26 | Грінвілл, США          |                                                                       |
| Перемога    | 3-0      | Джо Торрес            | TKO (удари руками)               | USA MMA 8 — Natural Disaster 3                           | 1 серпня 2009     | 1     | 2:37 | Нью-Іберія, США        |                                                                       |
| Перемога    | 2-0      | Нейт Джоллі           | Здача (важіль ліктя)             | Cajun FC                                                 | 26 червня 2009    | 2     | 3:54 | Нью-Іберія, США        |                                                                       |
| Перемога    | 1-0      | Аарон Суарес          | KO (удари руками)                | USA MMA 7 — River City Rampage                           | 16 травня 2009    | 1     | 1:19 | Шрівпорт, США          |                                                                       |